# Hémocœle

Diagramme d'insecte : vaisseau hémolymphatique dorsal (7) et « cœur » tubulaire (14).

Chez les Panarthropodes, les mollusques, les bivalves... , l’hémocœle est une cavité interne contenant l'hémolymphe dans laquelle baignent les organes de l'organisme . Le rôle  de l'hémolymphe est analogue au sang et au liquide interstitiel chez les vertébrés. L'hémocœle est issu de la fusion, par disparition des dissépiments (parois entre deux segments), du blastocœle embryonnaire et des vésicules cœlomiques symétriques métamérisées.

## Fonctions
L'hémocœle assure la circulation sanguine dans un système circulatoire ouvert : un vaisseau dorsal dont la totalité ou uniquement certaines régions sont contractiles, forme une sorte de cœur tubulaire percé d’ostioles qui récupère l’hémolymphe via des sinus interstitiels (sinus péricardique dorsal, sinus viscéral médian et sinus ventral) et la redistribue dans l’hémocœle par le prolongement du vaisseau dorsal (équivalent de l'aorte) et des vaisseaux latéraux qui s'ouvrent sur cette cavité dont le mouvement des diaphragmes complète la motricité cardiaque.
Chez l’adulte, le cœlome embryonnaire est devenu une structure vestigiale, ayant formé la cavité des glandes génitales avec une portion initiale, ou saccule, de certains organes excréteurs segmentaires comme le rein céphalique, les glande mandibulaires, maxillaires, antennaires ou la glande coxale. Les parois des vésicules cœlomiques se sont transformées en faisceaux musculaires striés puissants assurant la motricité des appendices. 